# Мельничук Ярослав Іванович
Мельничук Ярослав Іванович (нар. 25 липня 1958, село Молотків, Лановецький район, Тернопільська область, Україна) — український письменник, драматург, режисер, продюсер, імпресаріо, журналіст, страховик.
Член Національної спілки журналістів з 1983 року.

## Життєпис
Народився 25 липня 1958 року у селі Молотків Лановецького району Тернопільської області. Закінчив Молотківську восьмирічну школу (1973), Лановецьку середню школу № 1 (1975). Працював теслею в місцевому колгоспі імені Пархоменка (с. Молотків), журналістом у лановецькій районній
газеті «Будівник комунізму».
У 1982 році закінчив факультет журналістики Львівського державного університету імені І. Франка. Працював кореспондентом, старшим кореспондентом, завідувачем відділу обласних газет «Корчагінець», «Радянське Поділля», «Подільські вісті» (м. Хмельницький). Створив і редагував першу на теренах Хмельниччини приватну повноколірну 24-сторінкову обласну газету «Ва-банк» (1989—2003), заснував і видавав газету-дайджест «Погляд на Поділля» (2003). Публікувався у республіканській та союзній (за часів СРСР) періодиці. У 1993—2004 роках очолював приватні багатопрофільні підприємства
«Ва-банк», «Княжич». Працював імпресаріо провідних українських та російських естрадних зірок, київських та московських театрів, організатором культурно-масових заходів, днів міста, продюсував творчі доробки подільських митців.
Із 2004 року активно працює у галузі страхування. 2007—2010 роки — заступник директора Хмельницької філії СК «Провідна». За підсумками першого півріччя 2010 року підтвердив статус директора національної компанії «Ассістас» (системний бізнес, лайфове страхування — СК «ТАС» [Архівовано 12 червня 2018 у Wayback Machine.]). Із 2012 року — директор Вінницької регіональної дирекції Страхової Групи «ТАС» [Архівовано 12 червня 2018 у Wayback Machine.].
Член Національної спілки журналістів з 1983 року.
Письменник, драматург. Автор п'єс: «Мазепа» (у співавторстві з Богданом Мельничуком), «Гумберт» (за В.Набоковим), «Інквізитори», «Заповіт із майбутнього», «Богданова правда», «Остання валка», «Станція Голгофа», «Варава», «Крути. В мої сни прийшла війна» (у співавторстві з Володимиром Веляником).

У 2009 році пробує свої сили у режисурі — на сцені Хмельницького монотеатру «Кут» поставив спектакль «Мазепа» за однойменною п'єсою. У 2011 році (спільно з Ігорем Сторожуком) ще одна режисерська робота — спектакль «Заповіт із майбутнього» на сцені Хмельницького обласного українського музично-драматичного театру ім. Михайла Старицького. 2012 року — автор ідеї та п'єси вистави «Лоліта», зіграної на сцені монотеатру «Кут». У 2015 році відбулася ще одна театральна прем'єра — «Ісус Варава» за однойменною п'єсою, режисер-постановник Володимир Веляник.
Вистави «Мазепа», «Лоліта», «Ісус Варава» — у постійному репертуарі хмельницьких театрів. Ці творчі роботи за неповних сім років побачили
більше 100 000 глядачів Києва, обласних і районних центрів Західної України. За створення моновистави «Мазепа» автор і режисер-постановник Ярослав Мельничук відзначений дипломом Хмельницького регіонального рейтингу популярності «Людина року-2009», Хмельницькою міською премією імені Богдана Хмельницького у галузі історії, культури і мистецтва, дипломом Міжнародного фестивалю мономистецтва «Відлуння». Відеоверсії вистав «Мазепа» і «Лоліта» демонструвалися на всеукраїнському телеканалі «Культура». Творчі спілки Хмельниччини висунули у 2012 році виставу «Заповіт із майбутнього» на здобуття державної премії імені Лесі Українки у номінації Театральні вистави для дітей та юнацтва. У 2024 році Народний артист України Володимир Смотритель зіграв спектакль "Мазепа" на сцені Британського Королівського театру міста Бат.
У 2013 році Ярослав Мельничук видав у видавництві О.Сторожука (Хмельницький) свою першу книгу — збірку п'єс «Голгофа».
У січні 2018 року відбулася прем'єра художньо-публіцистичної драми «Крути. В мої сни прийшла війна». Режисер-постановник Володимир Веляник. У ролях актори Хмельницького облмуздрамтеатру ім. Старицького Володимир Веляник, Альона Волкова, Роман Падура. За шість років (до лютого 2024 року) виставу побачили, крім хмельничан, жителі Києва, Кам’янця-Подільського, Шепетівки, Старокостянтинова, Деражні, Летичева, Старої Синяви… А 2023 року театральний колектив із цією виставою побував на XI міжнародному фестивалі українського театру «Схід-Захід» у Кракові (Польща).\
У 2024 році у вінницькому видавництві "Твори" вийшла друга книга Ярослава Мельничука ( у співавторстві з Володимиром Веляником) «Крути. В мої сни прийшла війна…». 

## Твори

### П'єси
- Мазепа (у співавторстві з Богданом Мельничуком) (2009)
- Інквізитори (2010)
- Заповіт із майбутнього (2011)
- Богданова правда (2011)
- Гумберт (2011)

- Остання валка (2011)
- Станція Голгофа (2012)
- Ісус Варава. Розмова з Богом (2012)
- Крути. В мої сни прийшла війна (2017) (у співавторстві з Володимиром Веляником)

### Театральні постановки
- «Мазепа». Монодрама. Режисер-постановник — Ярослав Мельничук. У ролі Мазепи — заслужений артист України Володимир Смотритель. Музичне оформлення — Володимир Макієвець. Художник — Андрій Ісаєв. Автор костюмів і декорацій — Алла Мельничук. (2009)
- «Заповіт із майбутнього». За поезією Тараса Шевченка, Лесі Українки, Богдана Лепкого. Режисери постановники: Ігор Сторожук, Ярослав Мельничук. У ролях: заслужений артист України Ігор Сторожук, Юрій Шамлюк, Катерина Власенко. Художник-постановник та автор відео-ряду — Алла Мельничук. (2012)
- «Лоліта. Сповідь збоченця». За романом  В. Набокова. Постановка, сценографія та музичне оформлення — Мирослав Гринишин. У ролі Гумберта — заслужений артист України Володимир Смотритель. (2012)
- «Ісус Варава. Розмова з Богом». Моновистава. Режисер-постановник та виконавець головної ролі — Володимир Веляник. Антреприза (2015)
- «Крути. В мої сни прийшла війна». Художньо-публіцистична драма. Режисер-постановник — Володимир Веляник. Автор ідеї — Ярослав Мельничук. Режисер телеверсії — Оксана Деліта. Антреприза (2018)

## Творчі відзнаки
- Диплом XI Міжнародного фестивалю моновистав «Відлуння». (2010)
- «Людина року — 2009». Хмельницький регіональний рейтинг популярності.
- Хмельницька міська премія імені Богдана Хмельницького у галузі історії, культури і мистецтва. (2011)

## Галерея

Нагородження «Людина року - 2009»
Прем'єра моновистави «Ісус Варава»
Нагородження. Ассис"ТАС"